# Einherjar

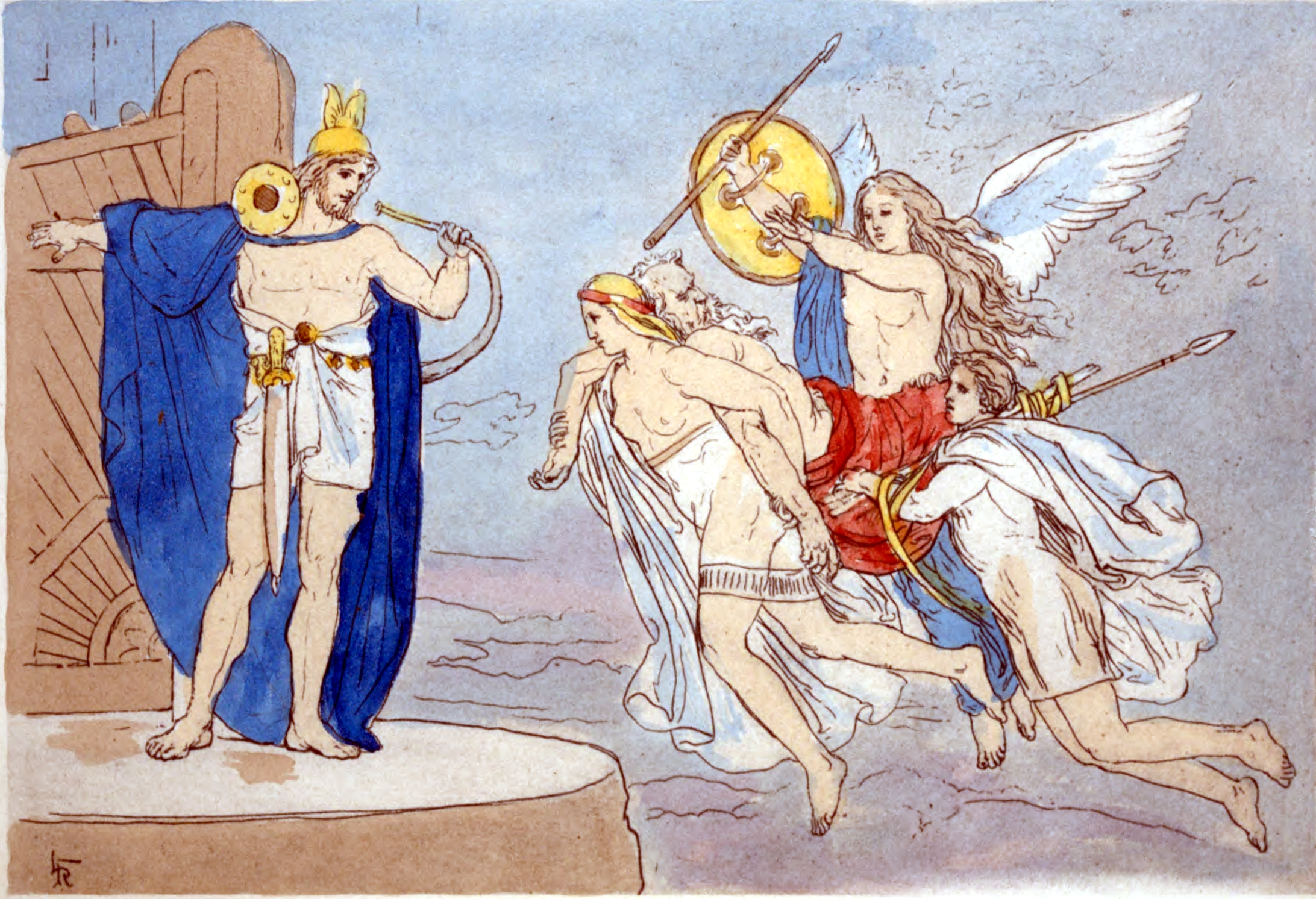
Drie Walkuren brengen het lichaam van een gesneuvelde krijger naar het Walhalla en komen daar Heimdall tegen.

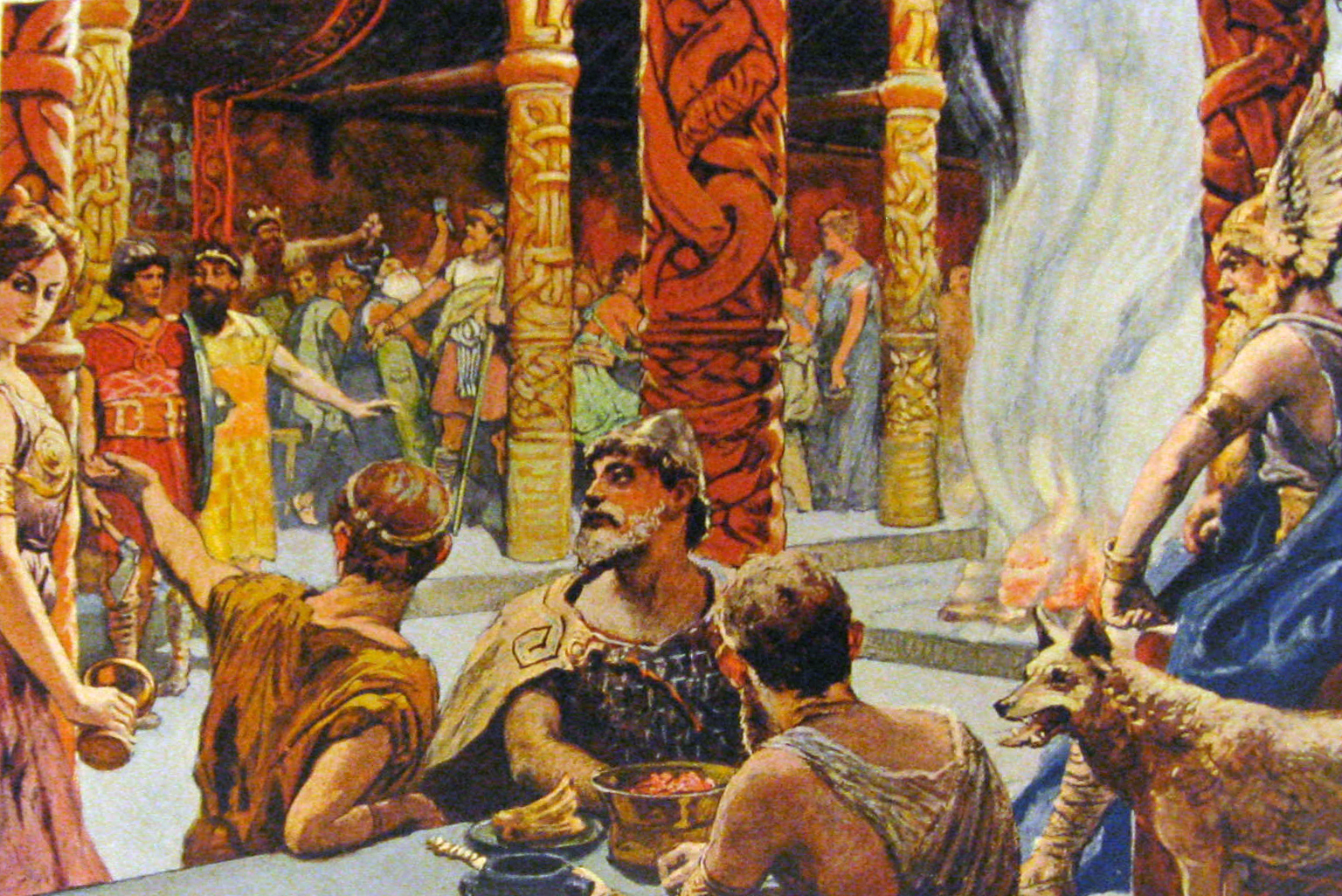
De Einherjar worden in het Walhalla bediend door de Walkuren onder het toeziend oog van Odin op zijn troon (rechts).

De Einherjar (Eigen-overwinnaars of Eén-overwinnaars) waren in de Noordse mythologie gesneuvelde krijgers die door de Walkuren uitverkoren waren om in het Walhalla te verblijven. Daar mogen ze feesten tot de Godenschemering of Ragnarok. In het Walhalla werden zij opgeleid om tijdens de Ragnarok te kunnen strijden aan de zijde van Odin en de zijnen tegen de vijanden van goden, het reuzenleger van de brute natuurkrachten.
De ene helft van de uitverkorenen kwam in het Walhalla terecht, de andere helft in de burcht van Freya, Sessrumnir op Folkvangr. 
'Eén-overwinnaars’ (einherjar) zou volgens sommige bronnen willen zeggen dat ieder de overwinning heeft behaald over één – het eigen zelf. Men verkoos te sterven als een persoonlijk, beperkt ego, en verwierf een hoger bewustzijn in het rijk van de goden of, om het anders te zeggen, heeft de menselijke neigingen van een lager gehalte overwonnen en zich verenigd met het veel omvattender kosmische levensdoel.
De voorstelling van een "krijgersparadijs" ontwikkelde zich voornamelijk in de Vikingperiode, vermoedelijk als reactie op de massale bekering tot het christendom en het verval van het oude geloof. Bovendien grijpen deze ideeën terug op veel oudere zienswijzen en voorstellingen. 
Een levend dodenleger is ook bij Tacitus (Germania 43) beschreven.